# 小果海桐
小果海桐（学名：Pittosporum parvicapsulare）为海桐花科海桐花属下的一个种。

## 扩展阅读
- 維基物種上的相關：小果海桐